# Burgstall Lauter
Der Burgstall Lauter ist eine abgegangene Höhen- und Spornburg auf 217 m ü. NHN östlich der Lauter über der Bingmühle im Flurbereich „Burgwald“ bei Lauter einem Stadtteil von Laubach im Landkreis Gießen in Hessen.

## Geschichte
Wann und von wem die kleine Burg erbaut wurde, ist nicht genau bekannt. Erst im Jahr 1493 wurde sie das erste Mal urkundlich erwähnt.
Die zugehörige Bingmühle (Mühle zu Lauter in der Binge bzw. auch  Strebekatzen Mühle genannt), wurde aber schon 1332 als Teil eines Burglehens, ursprüngliches Lehen des Ritter Konrad von Mörlen, mit den Mühlen zu Grünberg und Lauter genannt. Dabei erhielt der Wäppner Johannes Strebekoz, die Strebekoz waren Grünberger Burgmannen, von Landgraf Heinrich II. von Hessen 4 Mark Aachener Pfennige jährlich. Damit kann eine Existenz der Burg spätestens gegen Ende des 13. Jahrhunderts angenommen werden.
1375 wird Mühle und Hof an die Herren von Strebekoz und deren Erben, den Herren von Dernbach, verpfändet. 1443 verkaufen Henne und Gottfried von Gonterskirchen gen. Strebekotz sowie Gottfrieds Frau Konnichen eine Gülte auf Hennes Haus mit Hof und Mühle zu Lauter.
1493 verkaufte Ludwig von Dernbach Festes Haus, genannt als freies Haus, Hof und Mühle zu Lauter, die zuvor sein Schwiegervater Johann von Gonterskirchen genannt Strebekotz besaß, an den Präzeptor und Antoniter in Grünberg Jakob Ebelson und dessen Nachfolger für 473 rheinische Gulden. 1495 bestätigte Landgraf Wilhelm III. von Hessen den Verkauf als Landesherr, behielt sich jedoch die Einlösung für sich und seine Erben vor.
Die Burg wurde 1618 zerstört und nach dem Dreißigjährigen Krieg wurden die Steine zum Wiederaufbau der burghörigen Bingmühle genutzt. Der heutige Burgstall zeigt außer dem teilweise aufgefüllten Halsgraben, der in den Felsen geschlagen war, keine Baureste mehr. Ob ein zum Binghof gehörender, seitlich in den Fels geschlagener Keller zur ehemaligen Burg gehörte, kann nicht sicher belegt werden.